# Gregorio San Miguel
Gregorio San Miguel Angulo (Valmaseda, Biscaia, País Basco, Espanha, 2 de dezembro de 1940) é um ex ciclista espanhol.

## Biografia
A sua estreia como profissional produziu-se no ano 1965 com a equipa OLSA. Em 1966 alinha pela Kas, no que correria até à sua retirada em 1971.
Destaca a actuação que teve no Tour de France de 1968, onde depois de uma etapa genial nos Alpes (desde Saint-Etienne até Grenoble), substitui ao belga Georges Vandenberghe na liderança e se fez com o maillot amarelo à falta de 5 etapas. No entanto San Miguel não pôde conservar o maillot e o perdeu na etapa seguinte a mãos do belga Herman Van Springel. Finalmente acabou a carreira em 4.º lugar, a 3m17s do holandês Jan Janssen, ganhador final e a 14s do pódio.
Participou em duas edições do Tour: em 1966 foi 37.º e em 1969, não chegou a acabar. Também participou em 6 edições da Volta a Espanha, ganhando duas etapas (1966 e 1969) e o Grande Prêmio de Montanha em 1966. Em duas ocasiões acabou entre os 10 primeiros da Volta, 7.º em 1967 e 9.º em 1969. Também participou no Giro d'Italia de 1967, onde acabou se retirando.

## Palmarés
| - 1965 - Troféu Jaumendreu - G.p.san Juan e San Pedro de León - 1966 - 1 etapa da Volta a Espanha, mais classificação da montanha - Campeonato da Espanha Contrarrelógio por Regiões (com Biscaia) - Campeonato da Espanha de Montanha - 1967 - Subida à Reineta - 1 etapa da Volta à Catalunha - Campeonato da Espanha Contrarrelógio por Regiões (com Biscaia) | - 1968 - Bordeús-Saintes - 1 etapa da Volta à Suíça - Clássica de Ordizia - Campeonato da Espanha de Montanha - Maurs - 1969 - G.P. Navarra - 1 etapa da Volta a Espanha |

## Resultados em Grandes Voltas
Durante a sua carreira desportiva conseguiu os seguintes postos nas Grandes Voltas.
| Carreira        | 1965 | 1966 | 1967 | 1968 | 1969 | 1970 | 1971 |
| --------------- | ---- | ---- | ---- | ---- | ---- | ---- | ---- |
| Giro d'Italia   | -    | -    | Ab.  | -    | -    | -    | -    |
| Tour de France  | -    | 37.º | ̈-    | 4.º  | Ab.  | -    | -    |
| Volta a Espanha | 41.º | 13.º | 7.º  | 36.º | 8.º  | -    | Ab.  |

-: Não participa

Ab.: Abandono